# Ајнзиделн
Ајнзиделн је град у средишњој Швајцарској. Ајнзиделн је трећи по величини и важности град у оквиру кантона Швиц.
Ајнзиделн је у Швајцарској познат као најважније ходочасничко место за римокатолике, чувено истоименом манастиру Ајнзиделн са кипом црне Богородице.

## Природне одлике
Ајнзиделн се налази у средишњем делу Швајцарске. Од најближег већег града, Цириха град је удаљен 40 км јужно.
Рељеф: Ајнзиделн се налази у омањој долини уз Зилско језеро, на око 880 метара надморске висине. Западно и источно од града издижу се планине из ланца Алпа.
Клима: Клима у Ајнзиделну је умерено континентална са оштријим цртама због знатне надморске висине.
Воде: Кроз Ајнзиделн не протиче ниједан значајнији водоток, али је веома близу града Зилско језеро.

## Историја
Подручје Ајнзиделна је било насељено још у време праисторије и Старог Рима, али није имало велики значај.
Зачетак данашњег града је маленој испосници са кипом црне богородице, коју је овде донео свети Мајнрад, монах-испосник 835. године. Ова испосница је ускоро постала место ходочашћа. 934. године ту је основан данас веома чувен манастир, а потом и насеље (1073. г.). Већ око 1250. године насеље добија црте града. Насеље од почетка налазило у оквиру малог војводства Швиц. Ово војводство је са још неколико сличних државица образовала 1291. г. Швајцарску конфедерацију.
У 19. веку је започет снажан развој града и његовог подручја, што траје до дан-данас. Он је махом заснован на важности и посети манастиру.

## Становништво
2008. године Ајнзиделн је имао преко 14.000 становника, што је за 50% више него пре једног века. Од тога 13,4% су страни држављани.
Језик: Швајцарски Немци чине традиционално становништво града и немачки језик је званични у граду и кантону. Међутим, градско становништво је током протеклих неколико деценија постало веома шаролико, па се на улицама Ајнзиделна чују бројни други језици. Тако данас немачки језик матерњи за 92,3% становништва, а најзначајнији мањински језици су српскохрватски (1,9%) и албански језик (1,4%).
Вероисповест: Месни Немци су од давнина римокатолици. Међутим, последњих деценија у граду се знатно повећао удео других вера. Данашњи верски састав града је: римокатолици 77,9%, протестанти 9,8%, а потом следе атеисти, муслимани, православци.

## Галерија слика
- Средишњи трг у Ајнзиделну
- оближње зилско језеро
- Градски фестивал
- Манастир Ајнзиделн данас